# Свињаре
Свињаре је бивше српско насеље у општини Косовска Митровица на Косову и Метохији. Атар насеља се налази на територији катастарске општине Свињаре површине 685 ha.
У Мартовском погрому над Србима 17. марта 2004. године из овог села је протерано око 900 Срба и спаљено више од 250 кућа. Једина српска породица која је остала у Свињару је Јовић.

## Положај села
Свињаре је најсеверније село на падини Чичавице према Косовској котлини. Пружа се по једној коси за свега тридесетак метара изнад алувијалне равни Ситнице. Збијеног је типа. На махале се не дели. Раније је било празног простора у селу, којим се село јасно делило на два дела, али и тада ти делови нису имали имена.

## Историјат
Село се први пут помиње у турском попису 1455. године, када је имало 14 српских кућа. У селу постоји црква и остаци два црквишта. Трагови од старог насеља (темеља од зграда) има поред друга Вучитрн – Косовска Митровица и јужније од села – у Палића потоку. Садашње село је постало око 1830. године, „у доба Бошњака“, тј. у доба похода Хусејина Градашчевића на Косово. У то је време земљиште садашњег села било под лугом. Насеља није било, једини је можда кућу имао неки Качмер, у чијој је својини било сеоско земљиште, јер има његовог гробља, у које се сахрањују и садашњи муслимани села. Качмер је потом продао земљу и одселио се некуд.

## Порекло становништва по родовима
Подаци из 1935. године:
Српски родови
- Јефтовићи (10 кућа, Св. Никола). Досељени око 1830. године (у доба похода Хусејина Градашчевића на Косово) из Дедилове (Ибарски Колашин), коју су напустили да избегну крвну освету.
- Млађовићи (5 кућа, Ђурђевдан). Из Пресеке у Ибарском Колашину прешли у Kолашинско село Прељез, па у Мало Свињаре (код Косовске Митровице), одакле се доселили у Свињаре после Јефтовића.
- Шарчевићи (9 кућа, Света Петка). Доселили се из Зупча у Ст. Колашину после Млађовића.
- Кошани (5 кућа, Света Петка). Досељени из Резала (Ст. Колашин) после Шарчевића.
- Шљакићи (3 куће, Св. Врачеви). Досељени из Житковца (Ибарска клисура) кад и Кошани.
- Крљегаћани (2 куће, Аранђеловдан). Досељени из Крљегата (Ст. Колашин) кад и Шљакићи.
- Леповићи (2 куће, Света Петка). Из Тушића у (Ст. Колашину) прешли у Мало Свињаре (код Косовске Митровице)), где су живели око 20 година и одатле се доселили око 1865.
- Чукић (1 кућа, Аранђеловдан). Досељен из Међеђег Потока (Ст. Колашин) после Леповића.
- Савићи (2 куће, Св. Лука). Из Житковца (Ибарска клисура) досељени у Пантину, где су живели око 50 година и одакле се преселили 1908. и 1912.

Поисламљени и поарбанашени српски род
- Мустафићи (7 кућа). Досељени су у православљу из Међеђег Потока (Ст. Колашин) после Јефтовића. Око 1865. им је од породице (тад била 1 кућа) остао само један младић по имену Цветко. Он се као сиромашак најми за слугу код Хаџи Махмуда из Вучитрна, где пређе на ислам и нешто доцније се врати у Свињаре на чифлик. По имену Мустафа које је добио при прелазу на ислам његов се род сад зове Мустафићи. Син Мустафин, Рамадан 1934. је имао 60 година.

Албански родови
- Шегачан (1 кућа). Од фиса Шаље. Презиме им је по насељу Сегашу (Лаб), где су некад живели. У Велико Свињаре су се доселили из Кутловца (Копаоничка Шаља) око 1865. за чифчије.
- Статовци (4 куће). Од фиса Краснића. Доселили се 1878. као мухаџири из Г. Статовца (Топлица) у Пантину, одакле су 1916. прешли у Свињаре.

Колонисти
- Ђерасимовићи (5 кућа). 1929. из Придворице (Смедеревска Паланка).
- Радовановић (1 кућа). 1929. из Јагњила (Младеновац).
- Минчуновићи (2 куће). Власи Царани. Досељени 1929. из Грљана (Зајечар).[3]

## Демографија
Насеље је данас узурпирано од стране Албанаца.
| Година       | 1948 | 1953 | 1961 | 1971 | 1981 | 1991 | 2011 |
| ------------ | ---- | ---- | ---- | ---- | ---- | ---- | ---- |
| Становништво | 637  | 707  | 731  | 773  | 787  | 908  | 567  |

|  |